# Шукс (тауншип, Миннесота)
Шукс (англ. Shooks) — тауншип в округе Белтрами, Миннесота, США. На 2000 год его население составило 190 человек.

## География
По данным Бюро переписи населения США площадь тауншипа составляет 94,5 км², из которых 94,5 км² занимает суша, a вода составляет 0,03 %.

## Демография
По данным переписи населения 2000 года здесь находились 190 человек, 67 домохозяйств и 54 семьи.  Плотность населения —  2,0 чел./км².  На территории тауншипа расположено 79 построек со средней плотностью 0,8 построек на один квадратный километр. Расовый состав населения: 97,37 % белых, 1,05 % коренных американцев и 1,58 % приходится на две или более других рас.
Из 67 домохозяйств в 32,8 % воспитывались дети до 18 лет, в 68,7 % проживали супружеские пары, в 10,4 % проживали незамужние женщины и в 19,4 % домохозяйств проживали несемейные люди. 17,9 % домохозяйств состояли из одного человека, при том 9,0 % из — одиноких пожилых людей старше 65 лет. Средний размер домохозяйства — 2,78, а семьи — 3,19 человека.
31,1 % населения — младше 18 лет, 6,3 % — в возрасте от 18 до 24 лет, 23,7 % — от 25 до 44, 24,7 % — от 45 до 64, и 14,2 % — старше 65 лет. Средний возраст — 40 лет. На каждые 100 женщин приходилось 106,5 мужчин.  На каждые 100 женщин старше 18 приходилось 107,9 мужчин.
Средний годовой доход домохозяйства составлял 21 500 долларов, а средний годовой доход семьи —  25 417 долларов. Средний доход мужчин —  24 643  доллара, в то время как у женщин — 18 750. Доход на душу населения составил 10 554 доллара. За чертой бедности находились 26,3 % семей и 28,6 % всего населения тауншипа, из которых 41,9 % младше 18 и 9,5 % старше 65 лет.